# Rekonstrukcja (Stany Zjednoczone)

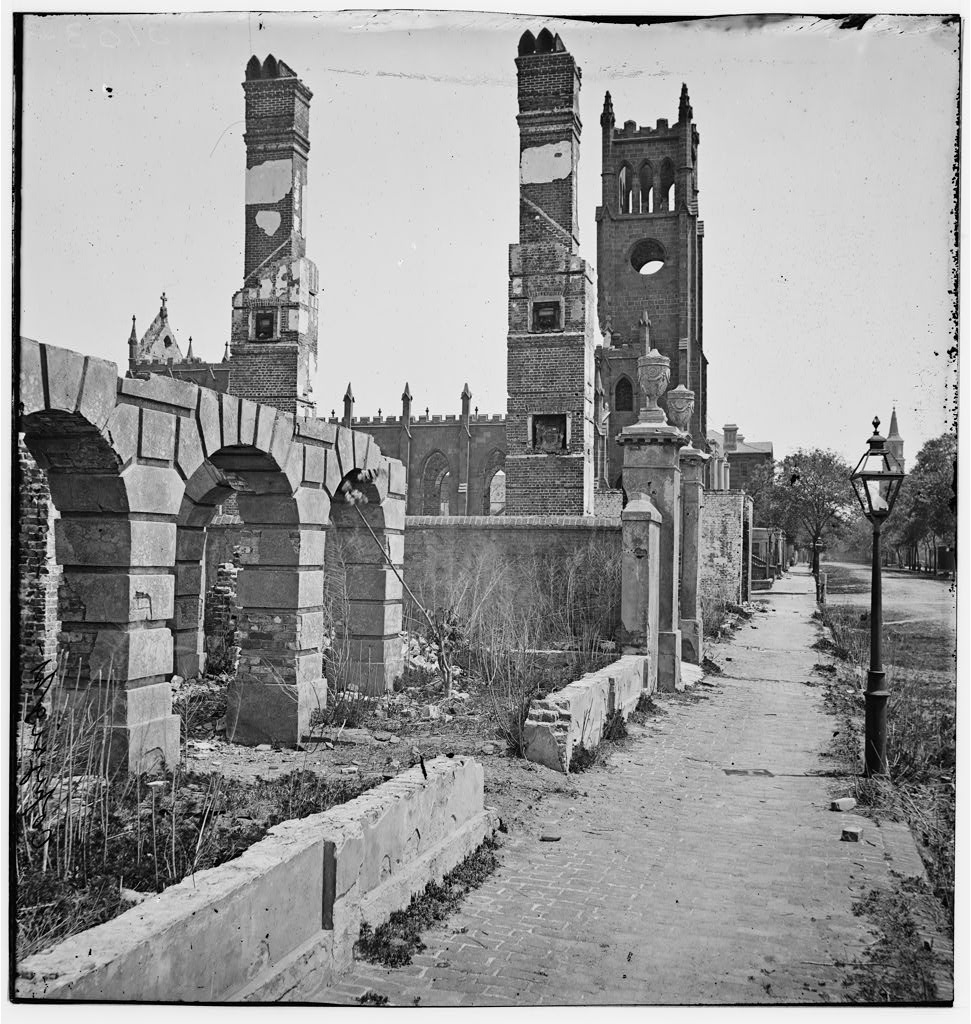
Miasto Charleston zniszczone podczas wojny secesyjnej

Rekonstrukcja (ang. Reconstruction) – okres w historii Stanów Zjednoczonych przypadający na lata 1865–1877, związany z odbudową i ponowną integracją państwa po wojnie secesyjnej.

## Historia
Po zakończonej wojnie secesyjnej należało ustabilizować trudną sytuację polityczną w kraju dotychczas stanowczo podzielonym. Jeszcze przed zakończeniem działań zbrojnych zaczęły narastać spory co do przyszłych losów pokonanych Skonfederowanych Stanów Ameryki. Radykalni Republikanie opowiadali się za modelem zbliżonym do okupacji wojskowej, bardziej pojednawcze stanowisko zajmował Abraham Lincoln, ogłaszając 8 grudnia 1863, wraz z dorocznym orędziem do Kongresu, Proklamację amnestii i odbudowy. Amnestią objęci mieli być wszyscy mieszkańcy stanów ogarniętych secesją pod warunkiem złożenia przysięgi o przestrzeganiu Konstytucji Stanów Zjednoczonych oraz wszystkich aktów prawnych wydanych w czasie wojny, a dotyczących likwidacji niewolnictwa. Z amnestii mieli być wyłączeni członkowie Kongresu Konfederacji i wyżsi jej funkcjonariusze cywilni i wojskowi oraz ci zawodowi oficerowie, którzy w latach 1860 i 1861 ze służby w Armii Stanów Zjednoczonych przeszli do Armii Stanów Skonfederowanych (lub odpowiednio Floty Stanów Skonfederowanych). Ponadto plan przewidywał, że jeśli 10% uprawnionych do głosowania mieszkańców danego stanu złoży wspomnianą przysięgę, stan ten będzie miał prawo wybrać swoje władze. Po potwierdzeniu ich legalności przez Kongres stan miał wrócić do Unii na zasadzie pełnoprawnego członkostwa. Na powyższych zasadach nowe konstytucje stanowe Arkansas i Luizjany zostały opracowane jeszcze w okresie wojny.
Republikańska większość Kongresu uznała te warunki za zbyt łagodne. Z kontrprojektem wystąpili poseł Henry Winter Davis i senator Benjamin Wade. Projekt zakładał podwyższenie liczby zobowiązanych do złożenia przysięgi z 10 do 50%. Tylko oni mogliby następnie wziąć udział w wyborze nowych władz stanowych. Te zaś po uformowaniu się miały nadać wolność wszystkim niewolnikom, nie przyznając im wszak praw politycznych. Wade-Davis Bill został przyjęty 2 lipca 1864 przez obie izby i od razu przedstawiony do podpisu prezydentowi. Lincoln skorzystał z weta kieszonkowego i zwrócił się z proklamacją do społeczeństwa, wyjaśniając, że w sprawie odbudowy nie może być związany planem kongresowym, który anulowałby uchwalone już na podstawie jego planu nowe konstytucje Arkansas i Luizjany oraz ich zarządy.
Po zamachu na Lincolna w kwietniu 1865 jego politykę w tym zakresie próbował kontynuować kolejny prezydent Andrew Johnson. Często nie był jednak w stanie przeciwstawić się większości działań Republikanów.
W lutym 1866, odrzucając weto Johnsona, Kongres uchwalił ustawę o Biurze Wyzwoleńców (Freedmens Bureau Bill) przedłużającą okres funkcjonowania powstałej 3 marca 1865 agendy, zwanej Biurem Uchodźców, Wyzwoleńców i Opuszczonych Ziem (Bureau of Refugees, Freedmen and Abandoned Lands). Wchodziła w skład Departamentu Wojny, zajmowała się pomocą medyczną i aprowizacyjną oraz zakładaniem szkół. W marcu tego samego roku uchwalono ustawę o prawach obywatelskich (Civil Rights Act) nakazującą  równe w sensie prawnym traktowanie białych i czarnych. W marcu 1867 ustawa o uprawnieniach wojskowych (Army Appropriation Act) ograniczała uprawnienia prezydenta jako naczelnego wodza, wzmacniając jednocześnie pozycję generała armii (sprawowaną wówczas przez późniejszego prezydenta gen. Granta). Kongres pragnął wyłączyć wprowadzony system rządów wojskowych na Południu (p. niżej) spod gestii prezydenta. Również w marcu 1867 Kongres przegłosował odrzucenie prezydenckiego weto w sprawie ustawy o piastowaniu urzędów (Tenure of Office Act). Ustawa ta zabraniała prezydentowi dymisjonować urzędników cywilnych, w tym także członków rządu, bez zgody Senatu. Chodziło o ochronę sekretarza wojny, Edwina M. Stantona, który reprezentował poglądy partii republikańskiej. Gdy Johnson zdymisjonował sekretarza wojny, w przekonaniu o niekonstytucyjności tego posunięcia wszczęto  procedurę impeachmentu. 13 marca 1868 rozpoczęło się przesłuchiwanie prezydenta przez Senat, lecz do usunięcia go z urzędu zabrakło jednego głosu (za usunięciem Johnsona opowiedziało się 35 senatorów, przeciwko 19). Po tym wydarzeniu nastąpiło swego rodzaju zawieszenie broni – Johnson przez ostatni rok swej kadencji nie próbował już blokować kongresowej rekonstrukcji, Kongres zaś nie występował przeciwko niemu z nowymi ostrymi atakami.
Na podstawie uchwalonej 4 marca 1867 ustawy o odbudowie wojskowej (Military Reconstruction Act) obszar Południa podzielono na 5 okręgów wojskowych, obejmujących 10 tamtejszych stanów. Wyjątkiem było Tennessee, które bez oporów ratyfikowało 14. poprawkę. Dowódcami okręgów zostali: gen. John McAllister Schofield (Wirginia), gen. Daniel E. Sickles (obie Karoliny), gen. John Pope (Georgia, Floryda i Alabama), gen. Edward O.C. Ord (Missisipi i Arkansas) i gen. Philip H. Sheridan (Luizjana i Teksas). Przyznano im na podstawie osobnej ustawy z 23 marca 1867 uprawnienia gubernatorów, a zatem sprawowali władzę wykonawczą nie tylko w sensie wojskowym, ale i cywilnym.
Byli to najczęściej weterani poprzednich zmagań wojennych przybyli z Północy. Przybywali na Południe wraz z rzeszami popleczników którzy działając na pograniczu prawa zbijali ogromne majątki, głównie na sprzedaży urzędów i skonfiskowanych ziem. Miejscowa ludność nazywała ich carpetbaggerami (ang. człowiek z dużą torbą podróżną), ponieważ zjawiali się na Południu tylko ze swoimi torbami podróżnymi – napełniając je podczas urzędowania. Białych Południowców współdziałających z nimi zwano scalawags (ang. nicponie). Gdy w 1869 na czele państwa stanął republikanin Ulysses Grant, bohater Północy z czasów wojny secesyjnej, doszło dalszego nasilenia represji wobec mieszkańców Południa, gdyż nowy prezydent, w przeciwieństwie do poprzednika, nie próbował nawet powściągać republikańskiego radykalizmu. Sama mocna pozycja partii republikańskiej w tym okresie była wynikiem nie tylko wygranej wojny, ale poparcia Afroamerykanów, o których prawa wyborcze konsekwentnie walczyli republikanie.
Jeszcze w 1865 ogłoszono amnestię dla uczestników walk po stronie Konfederacji, pod warunkiem złożenia przysięgi na wierność Unii. Powołano do życia Zjednoczony Komitet ds. Rekonstrukcji Kongresu Stanów Zjednoczonych, w którym obradowały oba "Domy" Republikanów i byłych Konfederatów. Komitet pod przewodnictwem senatora z Maine Williama Pitta Fessendena zajął się opracowywaniem nowych konstytucji stanowych. Wprowadzenie do nich postanowień wynikających z ustawy o prawach obywatelskich oraz XIV poprawki było warunkiem wstępnym uznania owych konstytucji za podstawę prawną działania przyszłych stałych legislatur stanowych. Dopiero po zaakceptowaniu przez Kongres nowych konstytucji stany mogły powrócić do Unii. Najwcześniej (w 1867) została przyjęta Alabama, najpóźniej zaś (w 1870) Wirginia, Missisipi i Teksas. Zwycięzcy Republikanie całkowicie znieśli prawa wprowadzone na szczeblu centralnym przez Konfederatów. Dla sytuacji społecznej czarnej ludności (żyjącej nie tylko na terenie stanów wchodzących wcześniej w skład Konfederacji) największe znaczenie miała znosząca niewolnictwo 13. poprawka do Konstytucji Stanów Zjednoczonych, która weszła w życie 18 grudnia 1865. Tym niemniej rzeczywista sytuacja czarnoskórej ludności nie uległa większym zmianom; w tym samym czasie powstał bowiem Ku Klux Klan, a odpowiedzią legislatur stanowych południa na nowe porządki było uchwalanie tzw. Czarnych Kodeksów (Prawa Jima Crowa), które dyskryminacyjnie regulowały sytuację ludności murzyńskiej po odzyskaniu przez nią wolności. W zakresie praw wyborczych kres dyskryminacji rasowej położyła 15. poprawka do konstytucji, która weszła w życie w 1870; w innych dziedzinach życia dyskryminacja w większym lub mniejszym stopniu utrzymała się aż do lat 60. XX wieku, a niekiedy nawet dłużej.
Rekonstrukcja nie była okresem szczególnej pomyślności. Prezydentura Johnsona upłynęła pod znakiem sporów między prezydentem demokratą a republikańską większością w kongresie, dotyczących oprócz spraw czysto personalnych polityki wobec pokonanych stanów południa. Czas rządów Ulyssesa Granta kojarzony jest głównie z nieudolnością polityczną byłego wodza naczelnego i aferami, które szczególnie zaważyły na obrazie jego drugiej kadencji. Odbudowa gospodarcza po wojnie totalnej, jaką była wojna secesyjna była procesem długotrwałym, mimo początków dynamicznej industrializacji, dopiero w 1871 zbiory bawełny powróciły do poziomu sprzed 10 lat. Era rekonstrukcji była okresem również ważnych wydarzeń w USA takich jak ukończenie budowy kolei transkontynentalnej, ostatnie zwycięstwo Indian nad armią USA, które miało miejsce 25 czerwca 1876 nad Little Bighorn czy zakup Alaski.
Okres rekonstrukcji kończy zawarcie w 1877 umowy, nazwanej później od tej daty kompromisem 1877. Było to porozumienie zawarte przed ostatecznym ustaleniem wyników wyborów prezydenckich przez specjalną Komisję Kongresu między przywódcami Partii Demokratycznej i Partii Republikańskiej. Republikanie zobowiązali się do zakończenia okupacji stanów Południa w razie zwycięstwa ich kandydata, Rutherforda Hayesa nad demokratą Samuelem J. Tildenem, który w 1876 zdobył przewagę w głosowaniu powszechnym, a mimo to komitet elektorów wybrał na prezydenta Hayesa, który dotrzymał umowy i wycofał wojska okupujące Południe.